# Sequ
| Tibetische Bezeichnung          |
| ------------------------------- |
| Tibetische Schrift: གསེར་ཆུ       |
| Wylie-Transliteration: gser chu |
| Chinesische Bezeichnung         |
| Vereinfacht: 色曲               |
| Pinyin:Sè Qū                    |

Der Sequ (chinesisch 色曲, Pinyin Sèqū), alternativ auch Serchu oder tibetisch Ser Chu (tib. གསེར་ཆུ; gser chu), ist ein Fluss im Westen des Stadtbezirks Karub im Autonomen Gebiet Tibet der Volksrepublik China. Sein Oberlauf heißt Ziqu (chinesisch 紫曲, Pinyin Zĭqū; tib. འཛི་ཆུ Dzi Chu).
Im Kreis Zhag’yab mündet der Ser Chu in den Mekong.